# بخش کاورپالانچوک
بخش کاورپالانچوک (به لاتین: Kavrepalanchok District) یک بخش در نپال است که در استان شماره ۳ واقع شده‌است. بخش کاورپالانچوک ۱٬۳۹۶ کیلومتر مربع مساحت و ۳۸۱٬۹۳۷ نفر جمعیت دارد.